# Slovanska imena
 Slovanska imena so osebna imena, ki izvirajo iz slovanskih jezikov in so najbolj pogosta imena pri Slovanih. 

## Zgodovina slovanskih imen
V predkrščanski tradiciji je imel otrok star manj kot 7-10 let “nadomestno ime” (npr. Niemoj (ni moj), Nielub (ni ljubljen) z namenom odvrniti pozornost od otroka od slabih sil. Praksa je bila široko razširjena zaradi široke smrtnosti majhnih otrok v tistem času.  Otrok, ki je preživel do 7-10. leta je bil obravnavan kot vreden skrbi in zato nagrajen z odraslim statusom in novim imenom, ki ga je dobil z ritualom prvega striženja.  Slovanska imena so prevladovala do spreobrnitve Slovanov v Krščanstvo, še posebej po tridentinskem koncilu (1545-63), ko je bilo odločeno, da mora vsak katolik imeti krščansko ime in ne več domorodno. 

### Imena na Poljskem
Po prepovedo domorodnih ne krščanskih imen po tridentinskem koncilu je poljska aristokracija (še posebno protestanti) poskušala ohraniti tradicionalna imena kot so Zbigniew in Jarosław. Navadni ljudje so izbirali imena predvsem iz krščanskega koledarja, ki je imel samo slovanska krščanska imena, še posebej Kazimierz (Sv. Casimir), Stanisław (Sv. Stanislaus), Wacław (Sv.Wenceslaus) in Władysław (Sv. Ladislaus).  Slovanska imena, ki so se nanašala na boga (npr. Bogdan, Bogumil) so bila dovoljena.

### Imena v Kijevski Rusiji
Staroruska imena so temeljila na splošnih slovanskih imenih kot je Vladimir (vladati svetu), Svetopolk (sveti polk, sveti regiment), Jaropolk, Vojislav (slavni bojevnik), Borislav (bojevnik), Ljubomir (ljubiti svet), Ratibor (vojni bojevnik), Vadim, Jaroslav, Izjslav, Mstislav, Vsevolod itd. V 11. stoletju po prevladujočem vplivu kristjanov je naraslo zanimanje za imena vzeta od svetnikov grške cerkve in stara imena so bila zamenjana z Dimitrij, Andrej, Nikolaj, Sergej, Anton, Kiril, Georgij, Konstantin, Aleksander, Forma itd. 

### Imena danes
Po nacionalnem preporodu v 19. in 20. stoletju so spet dobila priljubljenost tradicionalna imena, še posebno zgodovinska imena po slavnih kraljih in herojih. Na primer na Poljskem je ponovno zaživelo mnogo pozabljnih imen kot so Bronisław, Bolesław, Dobiesław, Dobrosław, Jarosław, Mirosław, Przemysław, Radosław, Sławomir, Wiesław, Zdzisław in Zbigniew ter tudi novo nastala kot sta Lechosław ain Wieńczysław. Danes krščanska imena sprejema tudi krščanska cerkev in so dana pri krščanskem krstu.

## Pomen slovanskih imen
Staroslovanska imena so zgrajena iz enega ali dveh leksemov:

### Imena z enim leksemom
Imena z enim leksemom so npr. Baran, Szydło, Kąkol, Brada, Žila, Uhač (osnova uho), Lopata, Žaba, Rus, Tihi itd. Mnogo takšnih imen je še danes v rabi: 
| Ženska - Vera, - Vesela, - Duša, - Zlata, - Zora, - Sveta, - Mila, - Nada (upanje), - Dobra, - Ljuba, - Cveta, - Vesna (pomlad), - Slava, - Mira (mir), - Sobena (njena), - Rada (vesela), - Radost, - Brana (varovati), - Živa (Żywia), - Miluša (milost), - Snežana, - Jasna, - Jagoda, - Kalina. | Moška - Slava, - Lech, - Vlad (vladar), - Ognjen, - Dušan, - Vuk (volk), - Zdravko (zdravje), - Gniew, Gniewko (bes), - Darko (dar), - Goran (visokogorec), - Lasota (gozdni človek), - Mladen, - Plamen, - Jesen (jesen drevo), - Zvezdan. |

### Imena z dvema leksemoma
Združena imena so grajena z dvema leksema. Na Poljskem je več kot 600 moških imen, 120 ženskih imen in 150 različnih leksemov poznano. Nekatera imena so bila rekonstruirana iz toponimov. Nekatera imena so se ohranila po monarhih (npr. na Poljskem: Kazimierz, Władysław, Bolesław). Primeri so navedeni spodaj, npr. Vladislav ima predpono vlad- (vladati) in pripono -slav (slava). 
| Predpona ali pripona         | Pomen                    | Primer |
| ---------------------------- | ------------------------ | --- |
| blag, błog, blah             | blag, prijazen           | Blahoslava, Blahomíra, Blahosej, Blagovest, Blagovesta, Bogomil |
| bog, bóg, boh, boż           | bog, bogat               | Bohumil, Boguslav, Bogdan, Bożena, Boguslav, Bogdan, Bogna, Božidar, Modliboga, Hvalibog, Boguwola, Božetjeh, Bogosav, |
| bole                         | velik                    | Boleslav, Bolemir, Bolečest, Bolelut |
| bor                          | vojna, borba             | Boris, Borzysław, Borislav, Dalibor, Sambor, Lutobor, Myślibora, Strogobor |
| brat                         | brat                     | Bratumila, Braturad, Bratislav, Bratoljub |
| bron, bran                   | varovati                 | Bronisław, Branislav, Bronimir, Bronisąd, Srbobran, Częstobrona |
| bude, budzi                  | biti                     | Budzigniew, Budziwuj, Budimir, Budislavka |
| choti, chocie                | hoteti                   | Hotimir, Chociemir, Chciebor, Chociebąd, Chotimíra |
| chwał, fal                   | moliti, častiti          | Boguhval, Hvalibog, Boguchwał, Chwalibog, Chwalimir, Falibor |
| tech, ciech, tješ            | vesel                    | Tihomir, Ciechosław, Wojciech, Sieciech, Techomir, Dobrociech, Božeteh, Tješimir, Sławociech, Slavotih |
| dobo, dobie                  | pogumen                  | Dobiesław, Dobiegniew, Dobiemir, Dobromir |
| cze, cti, ča, če             | čast                     | Cibor, Čestmír, Česlav,Ctirad, Čedomir |
| dar, dan                     | dar                      | Bogdan, Wojdan, Damir, Bogdana |
| dobro                        | dobro                    | Dobroslav, Dobromir, Dobroniega, Dobrogost, Dobromil, Dobrożyźń, Dobromir |
| dom                          | dom                      | Domarad, Domosław, Domagoj, Domamir, Domoľub, Domawit, Domabor |
| drag, drog, drah             | dragi, ljubljeni         | Dragoslav, Dragomir, Dragoljub, Drogodziej, Drogoradz, Wieledrog, Dragoş, Predrag, Drohobysz, Miłodrog, Miodrag |
| dzierży                      | imeti, vladati           | Dzierżysław, Dzierżykraj, Dzirżyterg |
| gniew, hněv                  | bes                      | Zbigniew, Gniewomir, Spytihněv, Mścigniew, Wojgniew, Dobiegniew, Ostrogniew, Zbyhněv |
| god                          | "primeren"               | Godemir, Godzimir, Godzisława |
| gost, gast, host             | gost                     | Miłogost, Radogost, Uniegost, Hostirad, Hostimil, Hostisvit, Lubgost |
| gwiazd, hvezd, zvezd         | zvezda                   | Hviezdoslav, Hviezdomir, Zvezdan, Zvezdana |
| jar, yar                     | močan, oster             | Jaroslav, Jaropełk, Jaromir, Jarogniew, Jarmila |
| kaz                          | uničiti                  | Kazimierz, Casimir, Kazimir, Skaziczest |
| krasi, kreši, krzesi         | resurrect, initiate      | Krzesimir, Krešimir, Krzesisław, Kresivoje, Krasimira |
| lud, ljud                    | ljudje                   | Ludmila, Ludomir, Ludziwoj, Ljudevit |
| lut                          | divji, bes, krut         | Lutosław, Lutobor, Lutogniew, Lutomir, Zbylut, Lutomysł |
| lyub, lub, l'ub              | ljubljeni, pribljubljeni | Lubomir, Ljubomir, Lubosław, Lubov, Lubor |
| mil, mił                     | mili, ljubljeni          | Vlastimil, Tomiła, Milica, Miłowit, Milomir, Miloslav, Milivoj, Ludmila, Radmila, Jarmila |
| mir, měr, mierz, myr         | mir, svet                | Hotimir, Mirogod, Miroslav, Casimir, Kazimierz, Ostromir, Mezamir, Radomír, Jaromír, Kanimir, Bratomira, Mojmir, Uniemir, Vitomir, Vladimir, Krasimir, Krešimir, Krasimir, Godzimir, Rastimir,Ratimir, Želimir, Branimir, Zvonimir                                              |
| msti, mści                   | maščevanje               | Mstislav, Mścisław, Mściwoj, Mstivoj |
| mysl, mysł                   | misliti                  | Gostomysl, Myślimir, Drogomysł, Przemysław, Premysl, Bolemysł, Radomysł, Nezamysl, Křesomysl |
| neg, nieg, njeg              | užitek                   | Dobroniega, Njegomir, Mironieg, Niegodoma, Niegosław |
| ne, nie                      | ne                       | Nevzor, Nekras, Nezhdan, Niedamir, Nenad, Nebojša, Niedalic, Niesuł, Nemanja |
| ostro                        | ostro                    | Ostromir, Ostrogniew |
| polk, pluk, pułk             | regiment                 | Jaropolk, Jaropluk, Sviatopolk, Svatopluk, Świętopełk |
| rasti, rosti, rości          | rasti                    | Rastislav, Rościsław, Rościgniew, Rostimira |
| rad                          | vesel                    | Radoslav, Radosław, Milorad, Radogost, Radomil, Radowit, Radomir, Radosvet |
| rati, raci                   | vojna, borba             | Ratibor, Racisława, Racimir, Ratimir, Racigniew, Gnierat |
| sem, siem, ziem              | družina, zemlja          | Siemowit, Siemomysł, Siemił, Ziemowit, Siemysław |
| sobie, sobě                  | sebi                     | Soběslav, Sobierad, Sobiemir, Sobiebor |
| slav, sław                   | slava                    | Mstislav, Stanisław, Rostislav, Slavomir, Vladislav, Izyaslav, Vyacheslav, Sviatoslav, Miroslav, Boguslav, Borislav, Sławobor, Gościsław, Jaroslav, Slavko, Slavena Slavena, Wiesław, Slavisa, Kvetoslav, Tomislav, Věroslav, Soběslav, Slavoljub, Slavica, Srboslav, Rastislav |
| spyci, spyti                 | brezupnost               | Spytihněv, Spycimir, Spycisław |
| stan                         | postati, držati          | Stanimir, Stanislav, Stanisław, Stanibor |
| sud, sąd, sand               | soditi                   | Sudomir, Sudislav, Sędzimir, Sędziwoj, Bogusąd, Sędowin, Krzywosąd |
| suli                         | priseči                  | Sulisław, Sulibor, Sulimir, Sulirad, Sulich, Radsuł |
| svet, sviat, święt, svat     | svetiti, močan           | Sviatoslav, Svetoslav, Svetlana, Svetopolk, Swiãtopôłk, Svetomir, Świętomir, Svätobor, Svetozar, Svatoboj, Svetomir, Świętożyźń |
| svo, sve, świe               | vsak, vedno              | Świedrag, Svorad, Świegniew |
| unie                         | bolje                    | Uniedrog, Uniebog, Uniesław |
| veli, vyache, więce          | veliki                   | Vaclav, Vyacheslav, Wenzel, Veleslava, Wielimir, Velimir, Więcerad |
| vest, wieść                  | vest, vedeti             | Blagovest, Dobrowieść |
| vit, wit                     | vladati                  | Svetovid, Vitomir, Dobrovit, Witosław, Uniewit, Gościwit |
| vlad, wład, volod, włod, lad | vladati                  | Vladimir, Władysław, Volodymyr, Włodzimierz, Vladislav, Laszlo, Ladislav, Vsevolod, Vladena, Vladan, Władmiła, Vladivoj, Vladivoj |
| vlast, włość                 | domovina                 | Vlastimil, Włościwoj, Vlastimir, |
| voj, woj                     | bojevnik                 | Vojislav, Częstowoj, Vojislav, Wojciech, Borivoj, Vladivoj, Vojnomir, Radivoj, Wojbor, Milivoj, Dobrivoje, Kresivoje, Ljubivoje |
| vole, wole                   | preferirati              | Wolebor, Wolimir, Wolisław |
| vse, vše, wsze               | vse                      | Vseslav, Wszebor, Vsevolod, Wszerad, Wszemiła, Wszegniew, Všebor, Všeboj |
| zby                          | znebiti se               | Zbigniew, Zbyszko, Zbysław, Zbylut, Zbywoj |
| zde, zdzie, sede, Sdě        | narediti                 | Zdzisław, Zdziwoj, Sedemir, Zdeslav, Zderad, Zdziemił, Sděmir, Sdivoj, Zdenka |
| želi, żeli                   | želeti si                | Żelisław, Żelibrat, Želimíra, Želibor, Želimir |
| zlat, złot, zlato            | zlat                     | Zlatomíra, Zlatimir |

## Z deležnikom sestavljena imena
Ta imena so sestavljena iz preteklega deležnika, npr. Bojan, Chocian, Kochan, Milovan, Pomian, Stator, Wygnan ali sedanjega deležnika, npr. Cieszym, Myślim, Radzim, Borzym. Taka imena so največja skupina informacij o starih Slovanih.  Imajo različna oblike, kot je navedeno spodaj:
- Imena, ki vsebujejo dobro željo (npr. ljubljen), Milan.
- Imena, ki se nanašajo na novega otroka, (npr. obljubljen). Obiecan, Żdan (pričakovan).
- Imena, ki varujejo proti besu (vsebujoč lekseme z negativnim učinkom), npr. Wygnan, Mazan, Grozim [7]

Drugi primeri: Poznan (poznan, prepoznan), Goščon (da te nekdo gosti pri sebi), Krščen, Radovan, Dragan, Željan, Dejan, Nayden, Mirjana.

## Pomanjševala oziroma ljubkovalna imena
Pomanjševalna imena (ki imajo otroško konotacijo) nastajajo s kreiranjem različnih sufiksev. Taka imena so zelo priljubljena v vsakdanjem življenju in so običajno narejena tako, da nadomestijo del imena s sufiksem na –ek (pri zahodnih Slovanih, npr. Włodzimierz – Włodek); -ko (moška oblika, predvsem pri Južnih Slovanih in Ukrajincih), -ka, (ženska oblika in tudi moška oblika pri Rusih) ali -a: Mila, Luba, Staszek, Radek, Władek, Zlatko, Zlata, Volodya, Bronek, Leszek, Dobrusia, Slavko, Wojtek, Mirka, Bogusia, Slava, Zdravko, Zbyszko, Miłosz, Staś, Przemek, Bolko, Draho, Željko, Borya itd.

## Krščanski svetniki s slovanskimi imeni
Seznam vsebuje samo kanonizirane svetnike s slovanskimi imeni.
| Kazimir                          | Zavetnik Litve in Poljske                            |
| Ladislav I. Ogrski               | Kralj Ogrske                                         |
| Stefan Uroš II. Milutin Nemanjić | Kralj Srbije                                         |
| Ludmila                          | Zavetnica Bohemije in Češke                          |
| Stanislav Ščepanski              | Zavetnik Poljske in Krakova                          |
| Stanisław Kazimierczyk           | a priest and preacher, canonized on 17 October 2010. |
| Stanislav Kostka                 | Zavetnik Poljske                                     |
| Svorad                           | Zavetnik Nitre                                       |
| Sveti Venceslav                  | Knez; zavetnik Češke in Bohemije, Prage              |
| Boris I Bolgarski                | Knez, ki je pokristjanil Bolgarijo                   |
| Vladimir I. Kijevski             | Pokristjanil Kijevsko Rusijo                         |
| Jovan Vladimir                   | Princ, ki je vladal Duklji                           |
| Stefan Vladislav I               | Kralj Srbije                                         |
| Stefan Uroš III Dečanski         | Kralj Srbije                                         |
| Sveti Adalbert Praški            | Zavetnik Bohemije, Poljske in Madžarske              |
| Zdislava                         | Zavetnik Liberec regije                              |

## Priljubljena slovanska imena med južnimi Slovani

### Priljubljena slovanska imena v Sloveniji
Ženska:
Bogdana, Branka, Cvetka, Danica, Draga, Dragica, Dunja, Janina, Jasna, Ljuba, Ljubica, Milena, Milica, Mira, Morana, Mora, Nada, Neda, Nedeljka, Neva, Nevenka, Slava, Slavica, Spomenka, Stanislava, Stana, Stanka, Svetlana, Vedrana, Vera, Vesna, Vlasta, Vojka, Zdenka, Zdravka, Zlatka, Zora, Zorica, Zorka, Zvonka, Živa
Moška:
Bogdan, Boris, Borut, Bojan, Božidar, Božo, Branko, Ciril, Cvetko, Črtomir, Dejan, Dragan, Drago, Dragotin, Dušan, Gojmir, Gorazd, Gregor, Jaroslav, Kresnik, Lado, Milan, Miran, Mirko, Miroslav, Miško, Perun, Radivoj, Rajko, Srečko, Slavko, Stanislav, Stanko, Stane, Vekoslav, Venceslav, Vitan, Vitomir, Vladimir, Vlado, Vojteh, Zdenko, Zdravko, Zoran, Žarko, Željko, Živko

### Priljubljena slovanska imena v Bolgariji
Ženska: Beloslava, Biljana, Bisera, Bistra, Blaga, Blagorodna, Blagovesta, Blaguna, Bogdana, Boriana, Borislava, Bojana, Bojka, Božana, Božidara, Branimira, Darina, Denica, Desislava, Dobra, Dobriana, Dobrinka, Dobromira, Elka, Grozda, Grozdana, Iskra, Kalina, Krasimira, Ljuba, Ljubomira, Ljudmila, Ljubka, Ljubov, Malina, Miglena, Mila, Milica, Milka , Milanka, Milena, Mira, Miriana, Mirolyuba, Miroslava, Nadežda, Nadia, Neda, Nedelja, Nedjalka, Nevena, Ognjana, Plamena, Preslava, Rada, Radka, Radost, Radostina, Radoslava, Radosveta, Ralica, Rosica, Rostislava, Rumena, Rumiana, Slavena, Slavina, Slavka, Sneža, Snežana, Snežanka, Snežina, Spasena, Spaska, Stanimira, Stanislava, Stanka, Stojanka, Stojna, Svetla, Svetlana, Svetoslava, Svetozara, Svilena, Cveta, Cvetanka, Cvetelina, Cvjata, Velika, Velislava, Velizara, Velmira, Vera, Vesela, Veselina, Vjara, Vihra, Vladislava, Zdravka, Živka, Zlata, Zlatina, Zora, Zorka, Zornica
Moška: Biser, Blago, Blagoj, Blagovest, Blagun, Bogdan, Bogomil, Božidar, Boril, Boris, Borislav, Borko, Bojan, Bojko, Božil, Božin, Branimir, Darin, Darko, Delcho, Deljan, Denislav, Desislav, Dejan, Dragan, Dragomir, Dobri, Dobrin, Dobroljub, Dobromir, Dobroslav, Goran, Grozdan, Iskren, Kamen, Krasimir, Krastan, Krastjo, Lačezar, Ljuben, Ljubomir, Ljuboslav, Ljudmil, Malin, Milan, Milčo, Milen, Mileti, Milko, Miluš, Mirko, Miro, Miroslav, Mladen, Momčil, Naum, Najden, Nedelčo, Nedjalko, Ognjan, Orlin, Prvan, Plamen, Preslav, Prodan, Radi, Radko, Radomir, Radoslav, Radosvet, Radoj, Rajčo, Rajko, Razvigor, Rosen, Rostislav, Rumen, Slav, Slavčo, Slavi, Slavjan, Slavko, Slavomir, Spas, Stanimir, Stanislav, Stanko, Stoil, Stojan, Stojčo, Stojko, Strahil, Svetlin, Svetoslav, Svetozar, Svilen, Tihomir, Tomislav, Trajčo, Trajko, Cvetan, Cvetomir, Vlko, Vrban, Veličko, Veliko, Velin, Velislav, Velizar, Velko, Venceslav, Vencislav, Veselin, Vesselin, Vihren, Vitomir, Vladimir, Vladislav, Volen, Jasen, Javor, Zdravko, Željazko, Živko, Zlatan, Zlatko, Zlatomir, Zvezdelin 

### Priljubljena slovanska imena na Hrvaškem
Ženska: Berislava, Biserka, Blaga, Blagica, Blaženka, Bogdana, Bogomila, Bogumila, Borka, Borislava, Božena, Božica, Božidarka, Branimira, Branka, Buga, Cvita, Cvijeta, Čedna, Danica, Davorka, Divna, Dragana, Dragica, Draženka, Dubravka, Dunja, Hrvatina, Hrvoja, Hrvojka, Jasenka, Jasna, Ljuba, Ljubica, Mila, Milica, Miljenka, Mislava, Mira, Mirka, Mirna, Mojmira, Morana, Nada, Neda, Nediljka, Nevenka, Ognjenka, Ranka, Rašeljka, Ratka, Ruža, Ružica, Sanja, Slava, Slavica, Slavenka, Smiljana, Spomenka, Srebrenka, Stanislava, Stana, Stanka, Snješka, Snježana, Sunčana, Sunčica, Svitlana, Svjetlana, Tjeha, Tihana, Tihomila, Tuga, Vedrana, Vera, Verica, Vjera, Vesna, Vjekoslava, Vlasta, Vlatka, Zdenka, Zlata, Zora, Zorica, Zorka, Zrinka, Zrina, Zvjezdana, Zvonimira, Zvonka, Željka, Živka
Moška: Berislav, Berivoj, Blago, Bogdan, Bogumil, Bogoljub, Bogomil, Boris, Borislav, Borna, Božetjeh, Božidar, Božo, Bratislav, Budimir, Branimir, Brajko, Branko, Braslav, Bratoljub, Cvitko, Cvjetko, Časlav, Častimir, Čedomir, Dalibor, Damir, Darko, Davor, Davorin, Davorko, Desimir, Dobroslav, Dobrovit, Domagoj, Dragan, Drago, Dragoslav, Dragutin, Dražan, Dražen, Draženko, Držiha, Držislav, Godemir, Gojko, Gojislav, Gojslav, Goran, Grubiša, Hrvatin, Hrvoj, Hrvoje, Hrvoslav, Kazimir, Kažimir, Jasenko, Klonimir, Krešimir, Krešo, Krševan, Lavoslav, Ljubomir, Ljudevit, Milan, Mile, Milivoj, Milovan, Miljenko, Mirko, Miro, Miroslav, Miroš, Mislav, Mladen, Mojmir, Mutimir, Nediljko, Nedjeljko, Nenad, Neven, Njegomir, Njegovan, Ognjen, Ostoja, Ozren, Predrag, Pribislav, Prvan, Prvoslav, Prvoš, Radimir, Radomir, Radoš, Rajko, Ranko, Ratimir, Ratko, Rato, Radovan, Radoslav, Siniša, Slaven, Slaviša, Slavoljub, Snješko, Slavomir, Smiljan, Spomenko, Srebrenko, Srećko, Stanislav, Stanko, Strahimir, Svetoslav, Tihomil, Tihomir, Tješimir, Tomislav, Tomo, Tugomir, Tvrtko, Trpimir, Vatroslav, Većeslav, Vedran, Velimir, Veselko, Vidoslav, Vjekoslav, Vjenceslav, Višeslav, Vitomir, Vjeran, Vladimir, Vlado, Vlatko, Vojmil, Vojmir, Vojnomir, Vuk, Zdenko, Zdeslav, Zdravko, Zorislav, Zoran, Zrinko, Zrinoslav, Zlatko, Zvonimir, Zvonko, Želimir, Željko, Živko

### Priljubljena slovanska imena v Severni Makedoniji
Ženska: Blagica, Mila, Ljupka, Mirjana, Stojna, Slavka, Slavica, Živka, Blagorodna, Ver(k)a, Jagoda, Letka, Mirka, Ubavka, Snežana, Zlata, Blaga, Vladica, Radmila, Rada
Moška: Boban, Blagoja, Blagojče, Borče, Cvetan, Darko, Dragan, Dragi, Duško, Goran, Ljupčo, Slavčo, Milan, Mile, Miroslav, Vladimir, Vlatko, Zlatko, Živko, Stojan, Zlate, Mirko, Ljuben, Zoran, Ognen, Rade, Blaže, Goce

### Priljubljena slovanska imena v Srbiji
Ženska: Blagica, Biljana, Biserka, Bojana, Bogdana, Borislava, Boža, Božana, Božena, Božica, Božidarka, Branimira, Branka, Brankica, Branislava, Budislavka, Daliborka, Dana, Danka, Danica, Dara, Darina, Darka, Davorka, Dejana, Divna, Draga, Dragana, Dragica, Dragoslava, Draženka, Dubravka, Dunja, Dušana, Goranka, Gorana, Jasna, Jadranka, Jadrana, Jasenka, Jugoslava, Krešimira, Ljubica, Kalina, Malina, Mila, Milena, Milana, Milica, Milja, Miljana, Milka, Mira, Miroslava, Mirna, Mladenka, Nada, Nadežda, Neda, Nevena, Nevenka, Navenka, Nedeljka, Rada, Radmila, Ranka, Raja, Rajana, Rajka, Radomira, Radoslava, Sana, Snežana, Slava, Slavica, Slavka, Stana, Senka, Stanka, Stojana, Smiljana, Stanislava, Svetlana, Lana, Ljubica, Tara, Tija, Tijana, Tomislava, Vida, Vedrana, Vera, Verica, Vjera, Vesna, Vesela, Višnja, Zvezdana, Zlata, Zorana, Zorica, Željka
Moška: Bajko, Beloš, Beriša, Biljan, Boban, Blagoje, Bogdan, Bogomil, Bogoljub, Bojan, Borislav, Bora, Boris, Borisav, Boško, Branimir, Branislav, Branko, Brajko, Božidar, Budimir, Čedomir, Cvijetin, Gojko, Darko, Dare, Darin, Daro, Dalibor, Damir, Dane, Danko, Davor, Davorin, Dejan, Divan, Dobrica, Dobroslav, Dragan, Dragiša, Drago, Dragoljub, Dragomir, Dragoslav, Dragutin, Draža, Dražen, Draženko, Dubravko, Dušan, Duško, Gojko, Goran, Gradimir, Gvozden, Jakša, Jadranko, Jadran, Javor, Jasen, Jasenko, Jug, Jugoslav, Ljuba, Ljubo Ljubomir, Ljubodrag, Kalin, Miladin, Milan, Milen, Miljan, Milivoje, Mile, Milenko, Milanko, Milo, Miloje, Milorad, Miloš, Milovan, Milutin, Mijomir, Miodrag, Miro, Miroslav, Mirko, Mislav, Miša, Mladen, Momčilo, Momir, Nado, Nebojša, Neven, Nedeljko, Novak, Nemanja, Nenad, Njegomir, Obren, Obrad, Ognjen, Ostoja, Ozren, Predrag, Rade, Radoš, Radič, Radivoje, Rado, Radoje, Radomir, Radonja, Ratomir, Radiša, Radmilo, Radoslav, Radosav, Radovan, Rajan, Rajko, Rajke, Rajo, Ranko, Ratko, Spas, Spasoje, Sava, Savo, Svetlan, Senko, Siniša, Srećko, Smiljan, Slava, Slaven, Slavko, Slavimir, Slaviša, Slobodan, Srdjan, Srećko, Sredoje, Sreten, Stanko, Stanislav, Strahinja, Stracimir, Svetozar, Sokol, Tihomir, Tijan, Tomislav, Toplica, Vedran, Velibor, Velimir, Veljko, Veran, Veselin, Veselko, Vladimir, Vladislav, Vlastimir, Vitomir, Vlade, Vlado, Vlatko, Vojislav, Vojkan, Vojmir, Vid, Vuk, Vukan, Vukašin, Vujadin, Vujasin, Vukosav, Vukota, Vuksan, Zvezdan, Zdravko, Zoran, Zvonko, Žarko, Željko, Želimir, Zlatan, Zlatko, Živadin, Živko, Živojin, Živorad, Života

## Priljubljena slovanska imena med vzhodnimi Slovani

### Priljubljena slovanska imena v Rusiji
Ženska: Bogdana, Boleslava, Borislava, Bronislava, Ljubov, Ludmila/Ludmilla, Miloslava, Miroslava, Jelena, Nadežda, Rada, Radoslava, Slava, Snežana, Stanislava, Svetlana, Vera, Vladislava, Jaroslava
Moška: Bogdan, Boleslav, Boris, Borislav, Bronislav, Kazimir, Iziaslav, Miloslav, Miroslav, Mstislav, Radimir/Radomir, Radoslav, Rostislav, Stanislav, Svjatopolk, Svjatoslav, Vadim, Vlad, Vladimir, Vladislav, Vsevolod, Vjačeslav, Jaroslav 

## Priljubljena slovanska imena med zahodnimi Slovani

### Priljubljena slovanska imena na Poljskem
Ženska: Bogna, Bogdana, Bogumiła, Bogusława, Bolesława, Bożena, Bronisława, Czesława, Dąbrówka, Dobrochna, Dobroniega, Dobrosława, Gniewomira, Godzimira, Godzisława, Gorzysława, Grzymisława, Kazimiera, Ludmiła, Marzanna, Mieczysława, Milena, Miła, Mira, Mirosława, Radochna, Radosława, Sławomira, Sobiesława, Stanisława, Sulisława, Wacława, Wiesława, Władysława, Zdzisława
Moška: Bogdan, Bogumił, Bogusław, Bogusz, Bohdan, Bolesław, Bożydar, Bronisław, Chwalibóg, Chwalisław, Czcibor, Czesław, Dobiegniew, Dobiesław, Dobrogost, Dobromir, Dobromił, Dobrosław, Domard, Domasław, Dzierżysław, Gniewko, Gniewomir, Godzimir, Godzisław, Gorzysław, Jarosław, Krzesimir, Kazimierz, Lech, Lechosław, Lesław, Leszek, Lubomir, Ludomił, Mieszko, Mieczysław, Miłosław, Miłosz, Mirosław, Mścisław, Mściwój, Przemysław, Przybysław, Radosław, Rościsław, Sambor, Sędziwoj, Sławoj, Sławomir, Sobiesław, Stanisław, Sulisław, Świętosław, Wacław, Wiesław, Wińczysław, Władysław, Włodzimierz, Wojciech, Wszebor, Zawisza, Zbigniew, Zbyszko, Zdzisław, Ziemowit

### Priljubljena slovanska imena na Češkem in Slovaškem
Ženska: Blahoslava, Blahuse, Bojana, Bojka, Boleslava, Bolena, Bolerka, Bohumira, Bohuslava, Bozidara, Boza, Bozena, Bozka, Bratislava, Bretislava, Bretka, Breticka, Bronislava/Branislava, Brana, Branka, Brona, Bronicka, Bronka, Dobrali, Dobromila, Dobromira, Dobroslava, Drahomira, Draha, Drahuse, Drahuska, Draza, Dusana, Dusa, Sudanka, Dusicka, Duska, Jarka, Kvetoslava, Kveta, Kvetka, Kvetuse, Kvetuska, Libera, Liba, Libenka, Libuse, Libuska, Lidmila, Ludmilla, Ludmila, Lida, Lidka, Liduna, Lidunka, Liduse, Lizuska, Lubomira, Luba, Lubena, Lubina, Lubina, Lubka, Lubuska, Mecislava, Melina, Mecka, Mila, Milena, Milady, Miladena, Milana, Mlada, Mladena, Miladka, Milanka, Milenka, Milka, Miluse, Miluska, Mlaska, Mladuska, Miloslava, Miroslava, Mira, Mirka, Miruska, Nadezda/Nadezhda, Nadeja, Neda/Nedda, Pribislava, Pribena, Próbka, Pribuska, Radomia, Rada, Radlinka, Radoslava, Rada, Rostislava, Rosta, Rostina, Rostinka, Rostuska, Sobeslava, Sobena, Sobeska, Stanislava, Stana, Stanicka, Stanuska, Svetlana, Svetla, Svetlanka, Svetluse, Svetluska, Veleslava, Vela, Velina, Velinka, Velka, Veluska, Venceslava/Vaclava, Vena, Venka, Venuska, Vera, Vierka, Verka, Veruska, Vladimíra, Vladmira, Vladislava/Ladislava, Valeska, Vlasta, Zbyhneva, Zbyna, Zbysa, Zbyhneka, Zbyhneuska, Zdenka, Zdeslava, Zdislava, Desa, Zdeska, Zwisa, Zdiska, Zelislava, Zitomira, Zitka, Zituse, Zivanka, Zivka, Zivuse, Zivuska, Zlata, Zlatina, Zlatinka, Zlatka, Zlatuje, Zlatuska, Zlatana, Zlatunka, Zoila, Zora, Zorah
Moška: Blahoslav (house form, Blahos, Blahosek,) Bohdan, Bohumil, Bohumír, Bohuslav, Bojan, Bujanek, Bojek, Boleslav, Bolek Borivoj, house form: Bora, Borik, Borek), Borzivoi, Bozidar, Bratislav, Bretislav house form: Bretik, Břeťa Bronislav/Branislav, Branek, Branik, Budislav, Budek, Ceslav/Ctislav, Ctibor, Dalibor, Dobromil, Dobromir, Dobroslav, Drahomir, Draha, Drahos, Drahosek, Durko, Sudan, Sudanek, Dusek, Honza, Jarek, Jarousek, Jaromil, Jaromir, (house form: Jarek), Jaropluk, Jaroslav, Jur, Karda, Kvetoslav, Lubomir, Lubor, Lumir, Luba, Lubek, Luborek, (house form:Lubos, Lubosek, Ludomir, Ludoslav, Mecislav, Mecek, Mecik, Mecislavek, Milan, Milic, Miloslav, Milda, Milon, Milos, Miroslav, Mirek, Mstislav, Nepomuk, Pomuk, Nepomucek, Premysl, Myslik, Premek, Pribislav, Priba, Pribik, Pribisek, Radoslav house form: Radek Radek/ (house form: Radik, Radecek, Radan, Radko, Rados, Radousek, slovak form: Radko), Radomir/Radimir, Radim, Radoslav, Rostislav, Rosta, Rostek, Rosticek, Rostik, Slavomir, Slava, Slavoj, Sobeslav, Sobek, Sobik, Stanislav, Stana, Standa, Stanek, Stanko, Stanicek, Stanik, Svatomir, Svatopluk, Svatoslav, Techomir, Techoslav, Veleslav, Vela, Velek, Velousek, Venceslav/Vaclav, Vacek, Vasek, Vena, Venousek, Wenzel, Vladimír, Vladislav/Ladislav, Vlad, Vlastimil, Vojtech, house form: Vojta, Wojtek, Vojtik, Vojtisek, Zbyhnev, Zbyna, Zbytek, Zbytek, Zelislav, Zelek, Zelicek, Zelik, Zelousek, Zdeslav, Zdislav, Zdik Zdisek, Zitomir, Zitek, Zitousek, Zivan, Zivanek, Zivek, Zivko, Zlatan, Zlatek, Zlaticek, Zlatik, Klatko, Zlatousek 

### Priljubljena slovanska imena v Zgornji Lužici
Ženska: Božena, Dobysława, Lubina, Ludmila, Měrana, Milena, Milenka, Mječisława, Rodźisława, Wojćisława
Moška: Bohuměr, Bronisław, Česćiměr, Dobysław, Horisław, Jaroměr, Milan, Mirko, Mirosław, Mječisław, Radoměr, Stani, Stanij, Stanisław, Wjeleměr, Wójsław
Zgodovinska: Ćimisław, Derwan, Miliduch

### Priljubljena slovanska imena v Kašubiji
Ženska: Sławina, Sulësława, Witosława
Moška: Jaromir, Mscëwòj, Subisłôw, Swiãtopôłk